# Drive (Incubus)
Drive è una canzone del gruppo musicale statunitense Incubus. Il singolo è il primo estratto del loro terzo album Make Yourself ed è considerato il successo maggiore della band, nonché quello che li ha portati alla ribalta in tutto il mondo. Il 3 marzo 2001 raggiunge il primo posto nella classifica Billboard's modern rock, mentre il 28 luglio si aggiudica la posizione 9 del Billboard Hot 100.
Il video musicale si ispira a Maurits Cornelis Escher, incisore olandese, autore di Drawning Hands.